# 蒋克诚
蒋克诚（1916年—1992年），中国人民解放军将领、中国人民解放军开国少将。
曾任中国人民志愿军50军第一参谋长。1955年，授予中国人民解放军少将。